# Кирилл (Икономопулос)
Митрополи́т Кири́лл Икономо́пулос (греч. Μητροπολίτης Κύριλλος Οικονομόπουλος; 1930, деревня Криту-Маротту, область Пафос, Кипр — 18 ноября 2012, Лимасол) — епископ Александрийской православной церкви, титулярный митрополит Навкратидский.

## Биография
В 1949 году был рукоположён в сан диакона.
В 1965 году окончил Богословский факультет Афинского университета и принял сан пресвитера. В течение двадцати лет служил в Южной Африке.
11 марта 2001 года в Патриаршем храме святого Саввы Освященного в Александрии был хиротонисан во епископа Зимбабвийского с возведением в достоинство митрополита. Рукоположение возглавил Патриарх Александрийский Пётр VII.
16 сентября 2002 года ушёл на покой.
14 марта 2003 года назначен титулярным митрополитом Навкратидским.
Позднее вернулся на родину и жил в пределах Пафской митрополии.
Скончался 18 ноября 2012 года в Главной больнице города Лимасола. Отпевание и похороны в его родной деревне Криту-Маротту совершили: митрополит Кейптаунский Сергий (Киккотис) как представитель Патриарха Александрийского, Митрополит Пафский Георгий (Папахризостому) как представитель Архиепископа Кипрского, а также епископ Арсинойский Нектарий (Спиру), епископ Хитрский Леонтий (Энглистриотис) и местное духовенство.